# Frances O’Connor

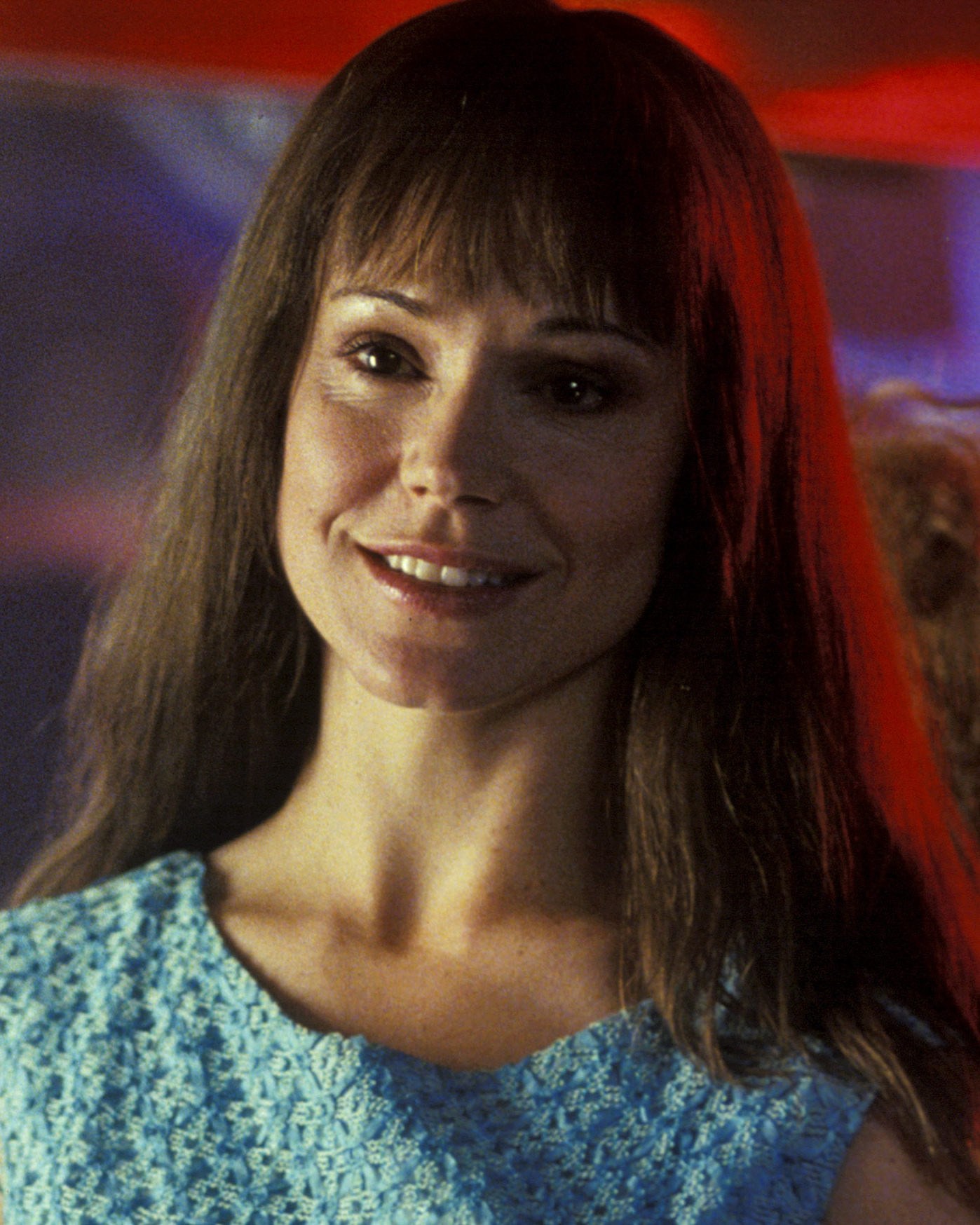
Frances O’Connor (2004)

Frances O’Connor (* 12. Juni 1967 in Wantage, Oxfordshire) ist eine britisch-australische Schauspielerin, Filmregisseurin und Drehbuchautorin.

## Leben und Karriere
Im Alter von zwei Jahren zog Frances O’Connor mit ihren Eltern, einem Nuklearphysiker und einer Pianistin, ins australische Perth. An der Curtin University graduierte sie mit dem Bachelor of Arts im Fach Literaturwissenschaft.
O’Connor absolvierte 1992 die Western Australian Academy of Performing Arts (WAAPA), eine Fakultät der Edith Cowan University. Ein Jahr später debütierte sie in der Fernsehserie Law of the Land. In der Komödie Alles über Adam (2000) spielte sie die Rolle von Laura Owens, der Schwester von Lucy Owens, gespielt von Kate Hudson. Für ihre Rolle der Emma Bovary im Fernsehdrama Madame Bovary (2000) wurde sie für den Golden Globe nominiert.
Als Regisseurin und Drehbuchautorin trat O’Connor an dem Spielfilm Emily (2022) in Erscheinung, eine Filmbiografie über die britische Schriftstellerin Emily Brontë mit Emma Mackey als Titelheldin.
O’Connor lebt heute in Melbourne. Mit ihrem langjährigen Lebenspartner, dem schottischen Schauspielkollegen Gerald Lepkowski, hat sie einen gemeinsamen Sohn.

## Filmografie (Auswahl)
- 1996: Liebe und andere Katastrophen
- 1997: Kiss or Kill
- 1998: Zum Teufel mit der Seele (A Little Bit of Soul)
- 1999: Mansfield Park
- 2000: Madame Bovary
- 2000: Alles über Adam (About Adam)
- 2000: Teuflisch (Bedazzled)
- 2001: A.I. – Künstliche Intelligenz (Artificial Intelligence: AI)
- 2002: Ernst sein ist alles (The Importance of Being Earnest)
- 2002: Windtalkers
- 2003: Timeline
- 2004: Alice Paul – Der Weg ins Licht (Iron Jawed Angels)
- 2004: Book of Love
- 2004: The Lazarus Child
- 2005: Three Dollars
- 2009: Blessed
- 2011: Ice – Der Tag, an dem die Welt erfriert (Ice) (Fernsehfilm)
- 2011: The Hunter
- 2012: Jayne Mansfield’s Car
- 2013: Linda’s Child – Unterschätze nie, wozu eine Mutter fähig ist (The Truth About Emanuel)
- 2013–2014: Mr Selfridge (Fernsehserie, 20 Episoden)
- 2014: Once Upon a Time – Es war einmal... (Fernsehserie, 1 Episode)
- 2014: Mercy – Der Teufel kennt keine Gnade (Mercy)
- 2014: The Missing (Fernsehserie, 8 Episoden)
- 2016: Conjuring 2 (The Conjuring 2)
- 2018: Troja – Untergang einer Stadt (Troy: Fall of a City, Fernsehserie, 8 Episoden)
- 2020: Gokarts
- 2020: The End (Fernsehserie, 10 Episoden)
- 2022: Emily (Regie)
- 2023: Erotic Stories (Fernsehserie, Episode 1x07)
- 2024: The Twelve (Miniserie)

## Auszeichnungen und Nominierungen
- 1997 Montréal World Film Festival: Beste Schauspielerin (Kiss or Kill)[2]
- 1998 Film Critics Circle of Australia Awards: Beste Schauspielerin (Kiss or Kill)[3]
- 2000 Golden Globe: Nominierung als beste Hauptdarstellerin – Mini-Serie/Fernsehfilm (Madame Bovary) (2000)[1]
- vierfache Nominierung – AFI Awards